# Tincomaro

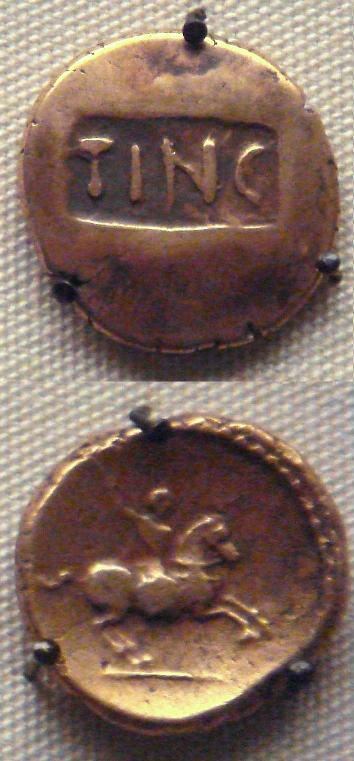
Estatero de Tincomaro

Tincomarus fue un rey de la tribu belga de los atrébates, que vivió en la zona sur-central de Britania poco antes de la Conquista romana de Britania. 
Era el hijo y heredero de Comio a quien sucedió alrededor de los años 25 - 20 a. C. Basándose en la emisión de monedas, es posible que Tincomaro gobernase en colaboración con su padre durante los últimos años de la vida de este. Se sabe poco de la región aunque la evidencia numismática sugiere que tenía un trato más cercano a Roma que el que había mantenido su padre en los últimos años: las monedas acuñadas durante su reinado resultan más próximas formalmente a la estética romana y experimentan una mejora técnica, por lo que se supone que fueron elaboradas por expertos romanos. GC Boon ha sugerido que este avance técnico no estuvo limitado al ámbito de las monedas y que representó una asistencia industrial mucho más amplia por parte del Imperio romano. Los sucesores de Tincomaro usaron el término rex (rey) en sus monedas, lo que indica que Tincomaro había comenzado el proceso de conseguir para su pueblo el estatus de reino cliente de Roma. 
John Creighton arguye, basándose en la imaginería usada en las monedas, que Tincomaro pudo haber sido enviado como un obses (invitado diplomático) a Roma durante los primeros años del reinado de Augusto. Este experto compara las monedas de Tincomaro a las de Juba II de Numidia, del que se sabe que fue un obses, e identifica una moneda encontrada en el reino africano que pudo haber llevado el nombre del hermano más joven de Tincomaro, Verica.
Hacia el año 16 a. C., la cerámica romana y otros productos importados aparecen en considerables cantidades en la capital del reino de Tincomaro, Calleva Atrebatum, hoy conocida como Silchester, por lo que es probable que el rey de atrebático hubiese establecido relaciones comerciales y diplomáticas con Augusto.
Tincomaro, por motivos desconocidos, hubo de abandonar Britania hacia el año 8 y viajó a Roma en calidad de refugiado y suplicante. Fue reemplazado por su hermano Epilo, a quien Augusto decidió reconocer como rex antes de aceptar de nuevo a Tincomaro. Augusto pudo haber planeado usar el abandono de su aliado como excusa para invadir Britania, pero otros asuntos internacionales más urgentes probablemente lo persuadieron de posponer la acción.